# Muna Benabderrassul
Muna Benabderrassul (12 de mayo de 1984) es una deportista marroquí que compitió en taekwondo. Ganó una medalla de bronce en el Campeonato Mundial de Taekwondo de 2001 en la categoría de –63 kg.
Participó en los Juegos Olímpicos de Atenas 2004 y Pekín 2008, donde finalizó novena en ambas ediciones.

## Palmarés internacional
| Campeonato Mundial | Campeonato Mundial   | Campeonato Mundial | Campeonato Mundial |
| Año                | Lugar                | Medalla            | Categoría          |
| ------------------ | -------------------- | ------------------ | ------------------ |
| 2001               | Jeju (Corea del Sur) | Medalla de bronce  | –63 kg             |